# Консорциум лингвистических данных
Консорциум лингвистических данных (Linguistic Data Consortium, LDC) — это открытое объединение университетов, компаний и государственных исследовательских лабораторий, занимающееся созданием, сбором и распространением речевых и текстовых баз данных, лексиконов и других ресурсов для исследований и разработок в области лингвистики. Штаб-квартира LDC находится в Филадельфии, штат Пенсильвания, США, и его хост-институтом является Пенсильванский университет.
Основанный в 1992 году при поддержке Агентства передовых исследовательских проектов обороны США (DARPA), LDC играет ключевую роль в предоставлении лингвистических ресурсов для научного сообщества. Консорциум способствует развитию технологий обработки естественного языка, машинного перевода и других областей, связанных с лингвистикой. Ресурсы, предоставляемые LDC, широко используются в академических и промышленных исследованиях, а также в образовательных целях.
Деятельность LDC включает в себя публикацию и распространение разнообразных корпусов текстов и речи, которые служат основой для обучения и тестирования моделей в области обработки естественного языка. Консорциум также участвует в разработке стандартов и инструментов для лингвистических исследований, способствуя повышению качества и доступности лингвистических данных.
Благодаря усилиям LDC, исследователи и разработчики имеют доступ к обширным и разнообразным лингвистическим ресурсам, что способствует прогрессу в понимании и обработке человеческого языка.

## Смотрите также
- Корпусная лингвистика
- Машинный перевод
- Обработка естественного языка